# Rock en Seine

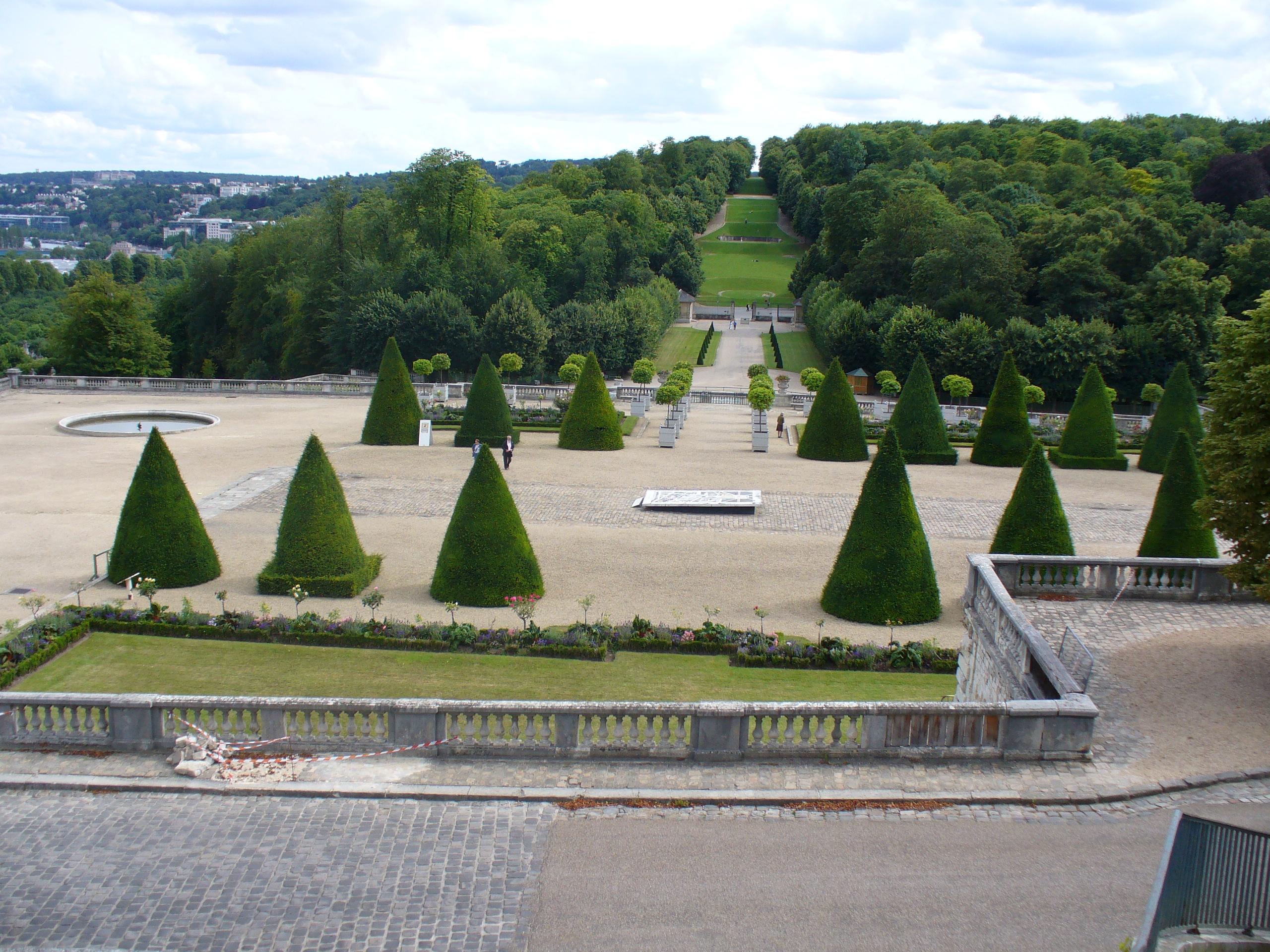
Het parc de Saint-Cloud, de locatie van het muziekfestival en de voormalige locatie van het kasteel van Saint-Cloud

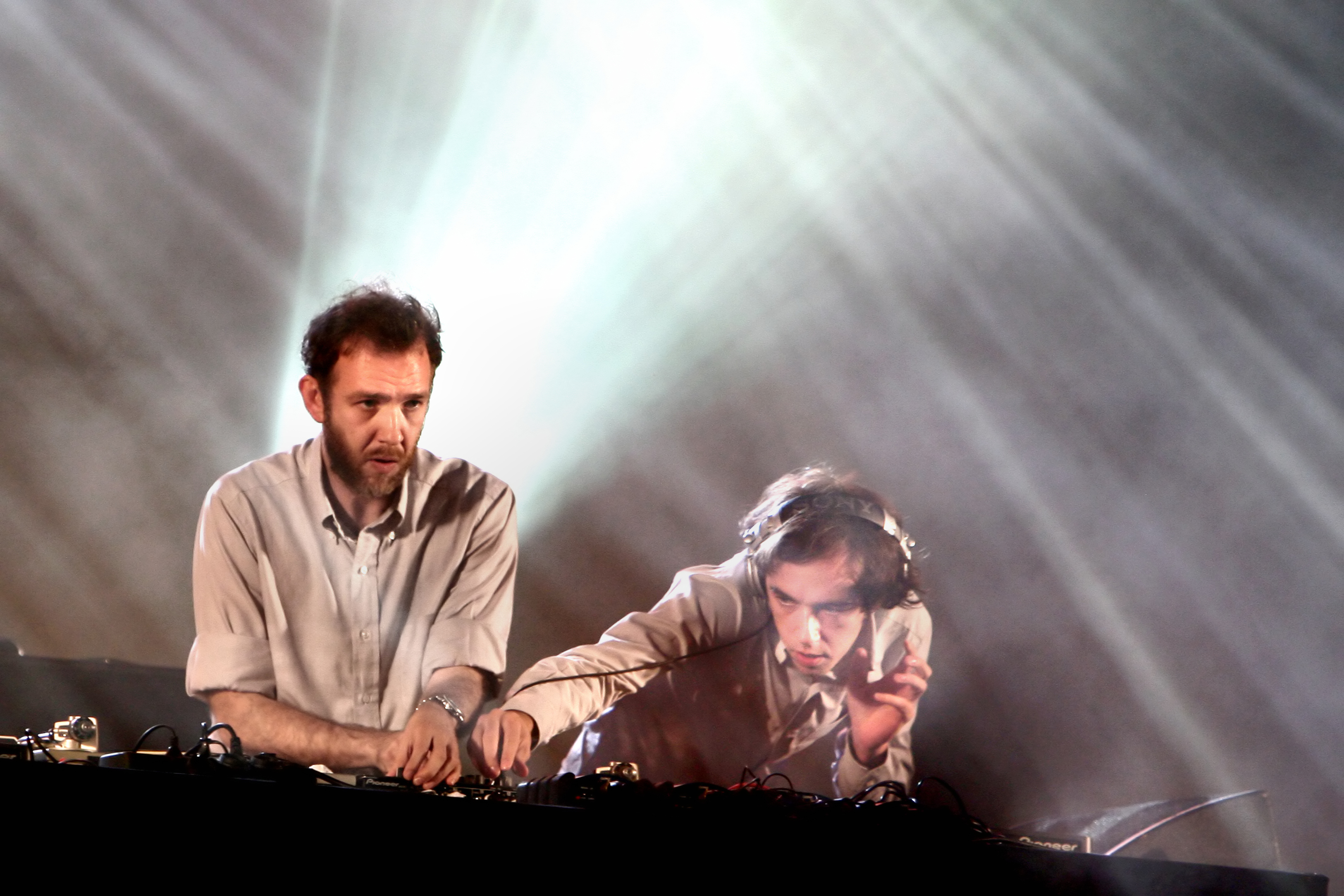
het optreden van 2 Many DJs tijdens Rock en Seine 2007

Rock en Seine is een rockfestival dat jaarlijks plaatsvindt ten zuidwesten van Parijs. Het festival wordt sinds 2003 georganiseerd in het parc de Saint-Cloud in de daar nog door André Le Nôtre ontworpen historische tuinen. De laatste edities ontvingen op de drie dagen en voor de vier podia meer dan 100.000 bezoekers. De huidige podia zijn de Grande scène, de Scène de la cascade, de Scène de l'industrie en de Scène « Pression Live ».

## Festivalprogramma
Editie 2003
De eerste editie ging door op 27 augustus 2003. Het festival slaagde erin een sterke affiche voor zijn eerste editie te programmeren met onder meer Massive Attack, PJ Harvey, Beck, Morcheeba, Keziah Jones, K's Choice, Tom McRae, Eagle-Eye Cherry...
Editie 2004
De tweede editie van het festival vond plaats op 27 en 28 augustus. Op de affiche stonden onder meer de volgende groepen:
- Vrijdag 27 augustus : Sonic Youth, White Stripes, Chemical Brothers, Flogging Molly, The Roots, Joss Stone en Blanche
- Zaterdag 28 augustus : Muse, Archive, Melissa Auf der Maur, Radio 4, Nosfell en Zero 7.

Editie 2005
Met 46.000 toeschouwers kende het festival een verdere groei. Op 25 en 26 augustus traden onder meer op:
- Donderdag 25 augustus : Pixies, Queens of the Stone Age, The Arcade Fire, Feist, Jurassic 5, Hot Hot Heat, Athlete, Vitalic, The Subways, Michael Franti & Spearhead en Alkaline Trio.
- Vrijdag 26 augustus : Franz Ferdinand, Foo Fighters, Robert Plant, Goldfrapp, Saïan Supa Crew, Babyshambles en Amp Fiddler.

Editie 2006
- Vrijdag 25 augustus : Morrissey, Kasabian (als vervangers van de eerst geprogrammeerde Richard Ashcroft), The Raconteurs, DJ Shadow, Dirty Pretty Things, Nada Surf, Calexico, Clap Your Hands Say Yeah, TV on the Radio, Wolfmother en India Arie.
- Zaterdag 26 augustus : Radiohead, Beck, Broken Social Scene + guests, The Rakes, Skin, Phoenix, Editors, Xavier Rudd, Taking Back Sunday, Tokyo Ska Paradise Orchestra, Fancy en Daddy-Long-Legs.

Editie 2007
De vijfde editie wordt gevierd met een derde festivaldag, en een sterk uitgewerkte website met foto's, videobeelden, interviews, recensies van de optredens en bijdragen van de uitgenodigde muzikanten. Optredens onder meer van:
- Vrijdag 24 augustus: Dizzee Rascal, Mogwai, The Shins, The Hives, Arcade Fire, Rock & Roll, Dinosaur Jr, M.I.A., Émilie Simon, 2 Many DJs, Biffy Clyro, The Noisettes en UNKLE.
- Zaterdag 25 augustus: The Fratellis, Cold War Kids (als vervanging van Amy Winehouse), Jarvis Cocker, The Jesus and Mary Chain, Tool, Hellogoodbye, CSS, Les Rita Mitsouko en Calvin Harris.
- Zondag 26 augustus: Mark Ronson, Kings of Leon, Faithless, Björk, Bat for Lashes, Kelis, Just Jack, Nelson en Enter Shikari.

Editie 2008
Bij de editie van 2008 was de eerste festivaldag een week voor de andere dagen, het was de enige dag die nog paste in de concertagenda van Rage Against the Machine. De affiche bestond onder andere uit:
- Woensdag 20 augustus: Rage Against the Machine, Mix Master Mike, Lostprophets en Blood Red Shoes.
- Donderdag 28 augustus: R.E.M., Dirty Pretty Things, Kaiser Chiefs, Tricky, Serj Tankian, Apocalyptica, Plain White T's, Hot Chip, The Infadels en These New Puritans.
- Vrijdag 29 augustus: The Raconteurs, Justice, The Roots, The Streets, Kate Nash, Jamie Lidell, Black Kids, dbClifford en Scars on Broadway.

Editie 2009
Bij de editie van 2009 was Oasis geboekt als headliner voor de eerste avond, het optreden paste in hun Dig Out Your Soul-tour. Het was die 28e augustus 2009, dat na een ruzie tussen de broers voorafgaand aan hun optreden, Noel Gallagher bekendmaakte dat verder werken onmogelijk was. Het optreden moest ter elfder uur afgelast worden, en Madness die eerder die dag al had opgetreden, gaf een tweede optreden als afsluiter op het hoofdpodium. Op de affiche onder andere:
- Vrijdag 28 augustus: Madness, Keane, Bloc Party, Amy Macdonald, Vitalic, Yeah Yeah Yeahs, Vampire Weekend, Just Jack, Oceana, Bill Callahan, Passion Pit en Gush.
- Zaterdag 29 augustus: Faith No More, The Offspring, Billy Talent, Ebony Bones, Yann Tiersen, Noisettes, Calvin Harris, The Horrors, Dananananaykroyd en The Asteroids Galaxy Tour.
- Zondag 30 augustus: The Prodigy, MGMT, Eagles of Death Metal, Klaxons, Them Crooked Vultures (was aangekondigd als een verrassingsact onder de naam Les Petits Pois), Macy Gray, Baaba Maal, Metric en Hindi Zahra.

Editie 2010
Voor de eerste maal overschrijdt het bezoekersaantal de 100.000 bezoekers. Een aantal groepen van de affiche:
- Vrijdag 27 augustus: Blink 182, Cypress Hill, Underworld, Skunk Anansie, Black Rebel Motorcycle Club, Foals, The Kooks, Band of Horses, Kele, All Time Low en Deadmau5.
- Zaterdag 28 augustus: Queens Of The Stone Age, Massive Attack, 2 Many DJs, LCD Soundsystem, Paolo Nutini, Two Door Cinema Club, Stereophonics, Jónsi, Jello Biafra en Martina Topley-Bird (als vervanging van Ou Est Le Swimming Pool waarvan zanger Charles Haddon een week eerder zichzelf op Pukkelpop van het leven benam).
- Zondag 29 augustus: Arcade Fire, Beirut, Fat Freddy's Drop, The Ting Tings, Roxy Music, Eels, Rox, The Temper Trap, The Black Angels en Crystal Castles.

Editie 2011
- Vrijdag 26 augustus: Foo Fighters, The Kills, Death in Vegas, Paul Kalkbrenner, Kid Cudi, Biffy Clyro, Yuksek, Herman Düne, Cansei de Ser Sexy, Odd Future en Seasick Steve.
- Zaterdag 27 augustus: Arctic Monkeys, Interpol, CocoRosie, The Wombats, Keren Ann, BB Brunes, The Streets, Blonde Redhead, Cage the Elephant en The Black Box Revelation.
- Zondag 28 augustus: Archive, Deftones, My Chemical Romance, The Vaccines, Miles Kane, The Horrors, Simple Plan, Trentemøller, Tinie Tempah, The Naked and Famous en Lykke Li.

Editie 2012
- Vrijdag 24 augustus: Billy Talent, Bloc Party, C2C, Get Well Soon, Para One, Placebo, Sigur Rós en The Shins.
- Zaterdag 25 augustus: dEUS, Eagles of Death Metal, Mark Lanegan, Maxïmo Park, Noel Gallagher's High Flying Birds, The Black Keys, Agoria presents Forms, Alberta Cross, Childish Gambino, Ed Sheeran, Of Monsters and Men, The Temper Trap, Toy.
- Zondag 26 augustus: Avant Seine All Stars, Beach House, Bombay Bicycle Club, Foster the People, Friends, Grandaddy, Green Day, Kimbra, Social Distortion, The Dandy Warhols en The Waterboys.

Editie 2013
- Vrijdag 23 augustus: Paul Kalkbrenner, Franz Ferdinand, Tame Impala, Belle & Sebastian, Kendrick Lamar, Alt-J, Johnny Marr, !!!, Balthazar, Daughter.
- Zaterdag 24 augustus: Phoenix, Nine Inch Nails, Black Rebel Motorcycle Club, Fritz Kalkbrenner, Wavves, Laura Mvula.
- Zondag 25 augustus: System of a Down, The Bloody Beetroots, Eels, Major Lazer, Skip the Use, Mac Miller, Lianne La Havas, Tricky.